# Pinus tabuliformis
Il pino cinese (Pinus tabuliformis Carrière) è un albero appartenente alla famiglia delle Pinaceae.

## Descrizione

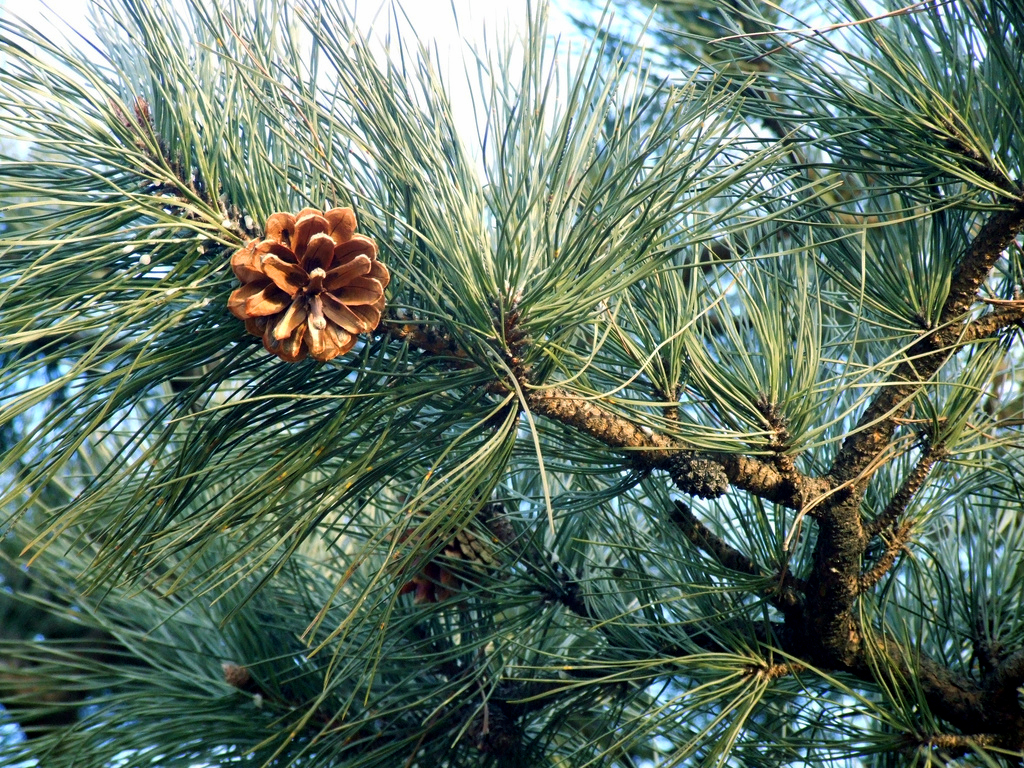
Cono maturo

### Portamento
Il portamento è arboreo; la forma è espansa e l'albero può raggiungere i 25 metri di altezza.

### Corteccia
La corteccia è di colore grigio e nella parte alta della pianta assume una colorazione arancione o rosata; presenta inoltre delle evidenti fessurazioni. I rami giovani sono lanuginosi.

### Foglie
Le foglie, lunghe fino a 15 cm, sono aghiformi e leggermente spiralate. Hanno una colorazione verde o grigio-verde e sono portate da rami grigio-marroni. Solitamente sono riunite a coppie ma possono essere portate anche in gruppi di tre. 

### Strobili
Gli strobili sono marroni a maturità e raggiungono i 6 cm di lunghezza. Hanno una forma a uovo e le squame presentano una corta spina apicale.

### Fiori
I fiori compaiono sui rami giovani nei primi mesi estivi e sono portati in grappoli separati: quelli femminili sono color rosso porpora, mentre quelli maschili presentano una colorazione giallo tenue.

## Distribuzione e habitat
Il Pinus tabuliformis è originario degli habitat montuosi della Cina settentrionale, occidentale e centrale.